# Актогайский район (Карагандинская область)
Актогайский район (каз. Ақтоғай ауданы) — административная единица в Карагандинской области Казахстана. Административный центр района — село Актогай.
Территория района составляет 52,0 тыс. км.

## Природа
Территория района находится на юго-востоке Казахского мелкосопочника, в зоне пустынь и полупустынь. По северной части района проходит основной водораздельный хребет Казахского мелкосопочника, представленный низкогорьями, среди которых возвышаются массивы Кызыларай (1565 м), Кызылтас (1238 м). Центральная часть — мелкосопочная, грядовая равнина, постепенно понижающаяся к озеру Балхаш. В недрах разведаны запасы медных, молибденовых, вольфрамовых, свинцовых, цинковых, железных руд, природных строительных материалов и других. Климат континентальный, с холодной малоснежной зимой и жарким, сухим летом. Средние температуры января на севере −16°С, на юге — 14°С; июля — на севере 16°С, на юге 24°С. Среднегодовое количество атмосферных осадков на севере 350 мм, на юге — 150 мм. Реки Токрауын, Кусак, Каратал, Каршыгалы и другие начинаются на севере, текут с гор к озеру Балхаш, но часто не доходят до него. Почвы каштановые, бурые, солончаковые. В центральной и южной частях растут боялыч, кокиек, полынь, сарсазан, солянка, биюргун и другие; в горных районах — сосна, берёза, тополь, осина. Водятся архар, лань, сайгак, кабан, волк, лисица, заяц, корсак, барсук, хорёк, сурок, ондатра, из птиц — куропатка, гусь, утка и другие.

## История
29 июля 1939 года из состава упразднённого Каркаралинского округа в состав новообразованной Карагандинской области был передан Коунрадский район c административным центром в селе Ак-Тогай. 2 января 1963 года преобразован в Актогайский район, переданный 20 марта 1973 года в состав новообразованной Джезказганской области. С упразднением 3 мая 1997 года Джезказганской области Актогайский район был возвращён в состав Карагандинской области.
Образован Указом Президиума Верховного Совета КазССР от 2 января 1963 г.
В состав района включены следующие сельсоветы: Актогайский, Акчатауский, Амангельдинский, Жамшинский, Карабулакский, Калининский, Кзыларайский, Кзылтауский, Кировский, Комсомольский, Кусакский, Нураталдинский, Нуринский, Сарытерекский, Тагылинский, Тульклинский и Четский.
Решением Карагандинского облисполкома от 24 января 1963 г. объединены: Кировский и Калининский сельсовет в один Кировский с центром в селе имени Кирова; Сарытерекский и Жамшинский — в один Сарытерекский с центром в селе Сарытерек.
Указом Президиума Верховного Совета КазССР от 31 декабря 1964 г. сельсоветы Акчатауский, Кзылтауский, Комсомольский, Нураталдинский, Нуринский, Тагылинский, Тульклинский и Шетский переданы в Шетский район.
Указом Президиума Верховного Совета КазССР от 16 сентября 1967 г. сельсовету, образованному решением Карагандинского облисполкома от 8 августа 1967 г., присвоено наименование Айыртасский с центром в с. Айыртас.
Указом Президиума Верховного Совета КазССР от 20 марта 1973 г. район включён в состав Джезказганской области.
Указом Президиума Верховного Совета КазССР от 20 марта 1974 г. сельсовету с центром в селе Нуркен, образованному на территории района, присвоено наименование Нуркенский.
Указом Президиума Верховного Совета КазССР от 15 февраля 1977 г. Айыртасский, Карабулакский и Кусакский сельсоветы включены в состав образованного в Джезказганской области Приозёрного района.
Решением Джезказганского облисполкома от 23 августа 1978 г. в состав района передан Акшийский сельсовет Шетского района.
Решением Джезказганского облисполкома от 25 апреля 1979 г. в состав района передан Кеншокинский сельсовет Шетского района.
Указом Президиума Верховного Совета КазССР от 29 января 1982 г. сельсовету, образованному решением Джезказганского облисполкома от 20 января 1982 г., с центром в с. Куаныш присвоено наименование Куанышский.
На 1 января 1989 г. в составе районе значились: Актогайский (с. Актогай), Акшийский (с. Акший), Амангельдинский (с. Шылым), Кировский (с. Сауле), Кеншокинский (с. Нура), Куанышский (с. Актас), Кызыларайский (с. Акжарык), Нуркенский (с. Нуркен), Сарытерекский (с. Сарытерек).
Решением Джезказганского облисполкома от 28 августа 1990 г. центр Куанышского сельсовета перенесён из села Куаныш в село Актас.
Постановлением сессии Жезказганского областного Совета народных депутатов от 30 октября 1992 г. Кеншокинский сельсовет передан в административное подчинение Шетскому району.
Указом Президента РК от 3 мая 1997 г. Актогайский район передан в состав Карагандинской области.
Постановлением Правительства РК от 23 мая 1997 г. в состав района включена территория упразднённого Токыраунского района, в состав которого входили следующие административно-территориальные единицы: рабочие поселки — Сарышаган, Шашубай; сельские округа: Абайский, Айыртасский, Карабулакский, Кусакский, Ортадересинский, Тасаралский, Торангылыкский.
На 1 января 2006 г в составе района значатся следующие административно-территориальные единицы: рабочие поселки — Сарышаган, Шашубай; сельские округа — Абайский, Айыртасский, Акшийский, Амангельдинский, Карабулакский, Кировский, Куанышский, Кусакский, Кызыларайский, Нуркенский, Ортадересинский, Сарытерекский, Тасаралский, Торангылыкский.

## Население
Численность населения составляет 17 474 чел.
Национальный состав (на начало 2019 года):
- казахи — 15 986 чел. (91,48 %)
- русские — 1142 чел. (6,54 %)
- немцы — 42 чел. (0,24 %)
- украинцы — 29 чел. (0,17 %)
- белорусы — 17 чел. (0,10 %)
- азербайджанцы — 14 чел. (0,08 %)
- татары — 56 чел. (0,32 %)
- корейцы — 48 (0,27 %) чел.
- другие — 140 чел. (0,80 %)
- Всего — 17 474 чел. (100,00 %)

## Административно-территориальное деление
Административно-территориальное деление района:
| сельский округ/город                   | Население, чел. (2010) | Населённые пункты                                                     |
| -------------------------------------- | ---------------------- | --------------------------------------------------------------------- |
| Актогайский сельский округ             | 3488                   | село Актогай                                                          |
| Абайский сельский округ                | 380                    | село Абай, село Акшкол                                                |
| Айыртасский сельский округ             | 384                    | село Айыртас                                                          |
| Жидебайский сельский округ             | 1402                   | село Жаланаш, село Каракой, село Сауле, село Ушарал                   |
| Кежекский сельский округ               | 312                    | село Акший                                                            |
| Карабулакский сельский округ           | 804                    | село Дуаншы, село Карасу, аул Нарманбет                               |
| Караменде би сельский округ            | 535                    | село Актас, село Куаныш                                               |
| Кусакский сельский округ               | 710                    | село Кошкар                                                           |
| Кызыларайский сельский округ           | 701                    | село Акжарык                                                          |
| Нуркенский сельский округ              | 752                    | село Аксенгир, село Жалантас, село Жидебай, село Каратал, село Нуркен |
| Ортадересинский сельский округ         | 653                    | село Акжайдак, село Орта Дересин, станция Орта Дересин                |
| Сарытерекский сельский округ           | 800                    | село Актумсык, село Жетымшокы, село Кенели, село Сарытерек            |
| Сарышаганская поселковая администрация | 4392                   | посёлок Сарышаган                                                     |
| Тасаралский сельский округ             | 419                    | село Тасарал                                                          |
| Торангылыкский сельский округ          | 411                    | село Торангылык                                                       |
| Шабанбай би сельский округ             | 871                    | село Бегазы, село Касабай, село Сона, село Шабанбай би                |
| Шашубайская поселковая администрация   | 1715                   | посёлок Шашубай                                                       |

## Экономика
Население занято в основном сельским хозяйством. Низкогорья Кызыларай и Бектауата имеют туристско-рекреационное значение. По территории района проходит автомобильная дорога Караганда — Актогай — Балхаш — Каркаралинск.

## Археология
В Актогайском районе найдены древние памятники — мегалитические мавзолеи кочевых племён, которые относятся к бегазы-дандыбаевской культуре. Также в районе находится комплекс захоронений эпохи бронзы и раннего железа Егизкойтас.

## Акимы
1. Ахметбеков Толеужан (2 июня 1997—2001?)
2. Абдикеров, Рыскали Калиакбарович (февраль 2001 — май 2005)
3. Татибеков Мейрхан Татибекович (14 июня 2005—2006)
4. Жарылгапов Махмут Садуакасулы (20 октября 2006—2010)
5. Омаров Габдрахман Игликович (22.01.2010 — 11.2011)
6. Тлеубергенов Кайыржан Каримович (31.10.2011—24.08.2012)
7. Абеуова Салтанат Мирасиловна (23 августа 2012—2013)
8. Омарханов Никанбай Имангалиевич (06.2013-04.2016)
9. Абеуова Салтанат Мирасиловна (12 апреля 2016 года — январь 2023)[24]
10. Кенжебеков Руслан Айтыкенович (с января 2023 года)[25]
11. Аманжолов Абылай Базыулы (с августа 2024 года)[26]

## Уроженцы
- Аксункарулы, Серик